# CORaaL
CORaaL (voluit: CampusOverkoepelende Raad Letteren) is het facultaire overlegorgaan van de KU Leuven Letterenstudenten. Op facultair niveau zorgt CORaaL voor de vertegenwoordiging van de Letterenstudent in alle belangrijke bestuursorganen en (onderwijs)vergaderingen van de Letterenfaculteit. Daarnaast maakt CORaaL ook deel uit van de Algemene Vergadering van de Stura KU Leuven, waar ze een van de zestien studentenfracties is die samen de wetgevende macht van deze Studentenraad vormen.

## Samenstelling
In CORaaL hebben de studenten van alle Letterenopleidingen aan de KU Leuven een stem. CORaaL bestaat daardoor uit vertegenwoordigers van de studenten geschiedenis, taal- en letterkunde, taal- en regiostudies, archeologie, kunstwetenschappen en musicologie (de vertegenwoordigers voor deze groepen worden uitgestuurd door respectievelijk Historia, Babylon, Eoos, Alfa, Mecenas en Musicologica). Naast deze studenten zetelen in CORaaL ook vertegenwoordigers van de Master Europese Studies, de Master in de Culturele Studies, de Specifieke Lerarenopleiding en de drie externe campussen van de Letterenfaculteit in Brussel, Antwerpen en Kortrijk.
CORaaL wordt geleid door een voorzitter en een ondervoorzitter. Deze twee vertegenwoordigers zetelen namens de studenten in het faculteitsbestuur van Letteren, bereiden alle vergaderingen voor en geven richting aan het (toekomstig) beleid van het facultaire overlegorgaan.

## Prijzen
In het academiejaar 2015-2016 was CORaaL de allereerste winnaar van de prijs voor het beste facultair overlegorgaan. Deze prijs, uitgereikt door de Stura KU Leuven, werd toen ingevoerd om het beste facultaire overlegorgaan van heel de KU Leuven te belonen.